# Courtland, Wisconsin
Courtland là một thị trấn thuộc quận Columbia, tiểu bang Wisconsin, Hoa Kỳ. Năm 2010, dân số của thị trấn này là 510 người.